# Aleksandr Botwin
Aleksandr Płatonowicz Botwin (ros. Александр Платонович Ботвин, ur. 30 sierpnia 1918 we wsi Czernogorowka, zm. 14 maja 1998) – radziecki polityk, dyplomata, działacz partyjny.

## Życiorys
W 1941 roku ukończył Charkowski Instytut Lotniczy, był inżynierem-planistą, majstrem warsztatu, zastępcą szefa i szefem warsztatu, głównym metalurgiem i starszym technologiem zakładów przemysłu lotniczego. Od 1943 członek WKP(b), 1945-1948 partyjny organizator KC WKP(b) w fabryce w Chabarowsku, 1948-1951 zastępca szefa i szef warsztatu Charkowskiej Fabryki Lotniczej, 1951-195 partyjny organizator KC WKP(b)/KPZR i sekretarz Biura KPZR Charkowskiej Fabryki Lotniczej. 1955-1958 I sekretarz Dzierżyńskiego Komitetu Rejonowego KPU (Charków), 1958-1961 inspektor KC KPU, od 1961 do sierpnia 1962 II sekretarz Kijowskiego Komitetu Obwodowego KPU, od 30 września 1961 do 8 stycznia 1965 zastępca członka KC KPU. Od sierpnia 1962 do stycznia 1963 I sekretarz Komitetu Miejskiego KPU w Kijowie, od stycznia 1963 do 7 grudnia 1964 II sekretarz Kijowskiego Przemysłowego Komitetu Obwodowego KPU, od 7 do 28 grudnia 1964 II sekretarz Kijowskiego Komitetu Obwodowego KPU, od grudnia 1964 do stycznia 1980 ponownie I sekretarz Komitetu Miejskiego KPU w Kijowie. Od 8 stycznia 1965 do 15 kwietnia 1980 członek KC KPU, od 8 kwietnia 1966 do 30 marca 1971 członek Centralnej Komisji Rewizyjnej KPZR, od 9 kwietnia 1971 do 24 lutego 1976 zastępca członka KC KPZR, od 13 lutego 1976 do 15 kwietnia 1980 członek Biura Politycznego KC KPU. Od 5 marca 1976 do 25 lutego 1986 członek KC KPZR, od 6 lutego 1980 do 26 kwietnia 1984 ambasador nadzwyczajny i pełnomocny w Czechosłowacji, 1984-1990 przewodniczący Komisji Kontroli Partyjnej przy KC KPU, od 8 lutego 1986 do 16 czerwca 1990 ponownie członek KC KPU, następnie na emeryturze. Deputowany do Rady Najwyższej ZSRR od 7 do 10 kadencji.

## Odznaczenia
- Order Lenina (dwukrotnie)
- Order Rewolucji Październikowej
- Order „Znak Honoru”